# Bromotrifluorometano
Il bromotrifluorometano è il composto chimico di formula CBrF3. È un alogenuro organico che è stato usato come liquido refrigerante e come gas estinguente negli estintori. In condizioni normali è un gas incolore e inodore. Nel protocollo di Montréal è stato classificato come dannoso per lo strato di ozono. La produzione di CBrF3 è vietata nei paesi industrializzati, compresa l'Unione europea, tuttavia l'utilizzo è ancora consentito dal diritto internazionale. Il bromotrifluorometano è presente nell'atmosfera con una concentrazione di circa 0,013 ppm, ha un tempo di vita di 65 anni, e il suo potenziale di riscaldamento globale è 7140 in 100 anni.

## Sintesi
Il CBrF3 è stato sintetizzato per la prima volta nel 1946 facendo passare bromo e trifluorometano attraverso un tubo di Pyrex a circa 600 °C. Sono noti anche vari altri metodi di preparazione.

## Applicazioni

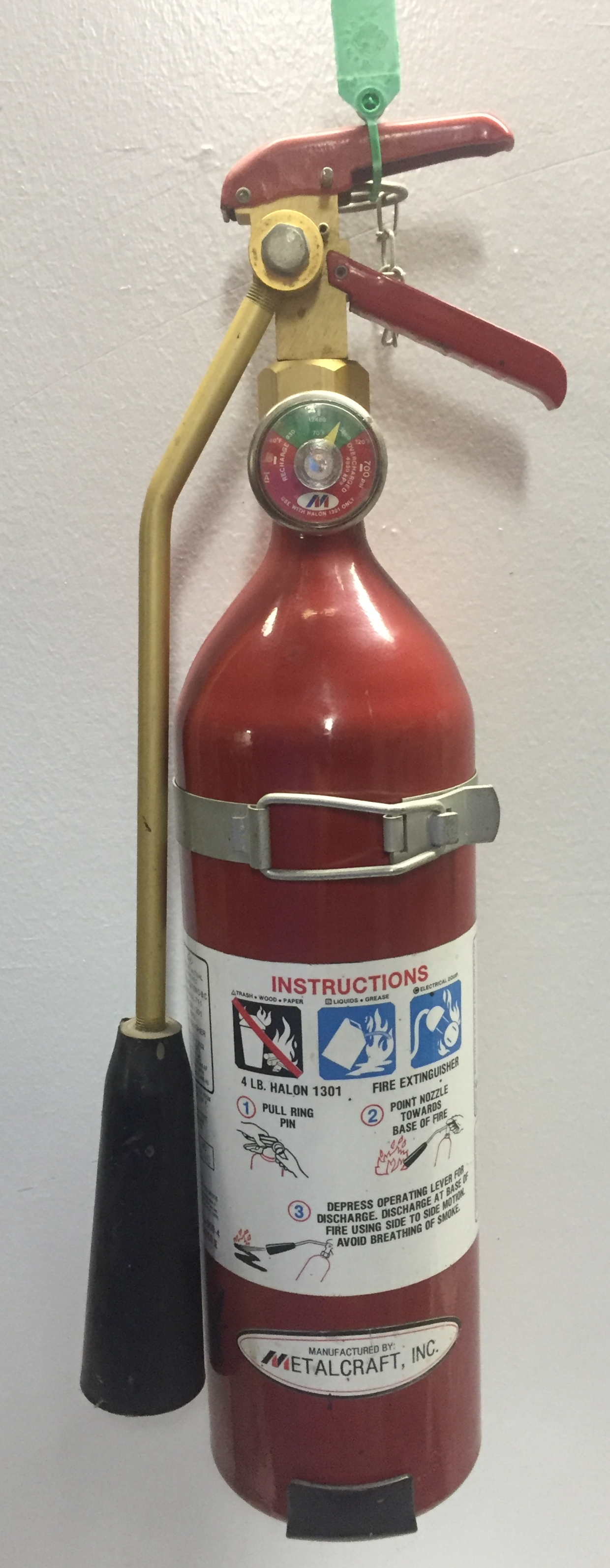
Estintore caricato con Halon 1301, usato negli U.S.A. negli anni ottanta

Il bromotrifluorometano fu introdotto negli anni sessanta come mezzo antincendio. È stato utilizzato per proteggere apparecchiature pregiate come aerei, navi, mainframe, centri di telecomunicazione. Il composto spegne gli incendi già ad una concentrazione del 6%, andando ad interrompere le reazioni radicaliche della combustione.
Nel suo impiego come refrigerante, il bromotrifluorometano è indicato come R-13B1 secondo il sistema di nomenclatura ASHRAE dei refrigeranti.

## Tossicità e pericolosità
Il bromotrifluorometano può essere respirato senza effetti percepibili a una concentrazione del 7%. A concentrazione elevata risulta leggermente neurotossico e interferisce con le funzioni cardiovascolari.
A elevata temperatura il composto può decomporsi liberando composti fluorurati e bromurati tossici e corrosivi. Non ci sono dati che indichino effetti cancerogeni.